# Harads
Harads – miejscowość (tätort) w Szwecji, w regionie administracyjnym (län) Norrbotten, w gminie Boden.
Według danych Szwedzkiego Urzędu Statystycznego liczba ludności wyniosła: 496 (31 grudnia 2015), 453 (31 grudnia 2018) i 442 (31 grudnia 2019).
W Haradsie zanotowano najwyższą temperaturę północnej Szwecji –36,9 stopni (17 lipca 1945).